# تپه امامزاده علی وفضل علی
تپه امامزاده علی وفضل علی مربوط به دوران‌های تاریخی پس از اسلام است و در شهرستان بویین زهرا، بخش مرکزی، روستای رودک واقع شده و این اثر در تاریخ ۲۲ مرداد ۱۳۸۴ با شمارهٔ ثبت ۱۳۲۶۴ به‌عنوان یکی از آثار ملی ایران به ثبت رسیده است.